# Kroatiens damlandslag i handboll
Kroatiens damlandslag i handboll representerar Kroatien i handboll på damsidan. Laget har deltagit i  OS 2012, Europamästerskap och världsmästerskap.
Som självständigt från Jugoslaven har damlandslaget bara vunniot en medalj i mästerskapen, en bronsmedalj i EM 2020.

## Bronsmedaljörer EM 2020
- Truppen bestod av: Lucija Bešen, Paula Posavec, Dora Krsnik, Stela Posavec, Ćamila Mičijević, Dejana Milosavljević, Larissa Kalaus, Dora Kalaus, Katarina Ježić, Tena Japundža, Andrea Šimara, Ana Debelić, Josipa Mamić, Marijeta Vidak, Valentina Blažević, Kristina Prkačin, Tea Pijević. Tränare: Nenad Šoštarić.
- Ana Debelić kom med som mittsexa i All Star Team vid EM 2020.[2]
- Andrea Penezic blev vänsternia i All Star Team vid VM 2011.

## Tidigare bemärkta spelare
| - Klaudija Bubalo - Snježana Petika - Barbara Stančin - Nataša Kolega - Adriana Prosenjak - Sanela Knezović - Maida Arslanagić - Dijana Jovetić - Jelena Grubišić - Miranda Tatari - Anita Gaće | - Lidija Horvat - Maja Zebić - Nikica Pušić-Koroljević - Ivana Lovrić - Andrea Penezić - Marta Žderić - Vesna Milanović-Litre - Andrea Čović - Ivana Jelčić - Kristina Elez |